# 관불과 염불
관불(觀佛)과 염불(念佛, 문화어: 념불)은 둘 다 불교의 수행법 중 하나이다. 관불은 석가모니불 · 아미타불 등 부처의 상호(相好: 32상과 80종호)와 공덕(功德)을 마음 속으로 생각하고 관찰하는 수행법이고, 염불은 부처의 모습과 공덕을 생각하면서 아미타불을 부르는 수행법이다.
염불(念佛: buddhānusmṛti)은 불교 수행법인 10념(十念)의 하나로 부처의 상호(相好: 32상과 80종호)를 관찰하면서 그 공덕을 생각하는 것으로 사실상 관불(觀佛)과 구분이 되지 않는 동일한 의미였는데, 중국의 승려로 정토교의 교의를 크게 이룬 선도(善導: 613-681) 이후로는 입으로 아미타불의 명호를 부르는 수행법을 뜻하는 의미로 사용되었다.

## 관불
관불(觀佛)은 석가모니불이나 아미타불 등의 부처의 모습과 공덕 등을 마음 속으로 생각하며 관찰하는 수행법 또는 삼매(三昧)를 뜻하며, 관불삼매(觀佛三昧)라고도 한다.
관불은 입으로 부처의 이름을 외는 염불, 즉 구칭염불(口稱念佛) 또는 창명염불(唱名念佛)에 상대되는 것으로, 관념의 염불이라고도 한다. 정토문(淨土門)에서 천태종(天台宗) 등의 종파의 염불을 가리키는 용도로 사용하는 경우가 많다.
관불에 대한 가르침에 따르면, 선정(禪定) 중에 부처가 투영(投影)으로써 마음에 나타난다고 하며, 부처를 보기를 원한다면 우선 그 마음을 깨끗이 해야 한다고 되어 있다. 관불삼매는 부처를 염(念)하여 선정(禪定)으로 들어가면 그 선정 속에 부처가 나타나 구제의 기별(記別: 予言)을 전해 주는 것으로 알려져 있는데, 이에 대한 내용이 《반주삼매경(般舟三昧經)》등의 삼매경전(三昧經典)에 실려 있다.
구제불(救濟佛)로서의 아미타불(阿彌陀佛)이나 약사여래(藥師如來) · 미륵불(彌勒佛) 등의 여러 부처(佛)와 보살(菩薩)은 모든 중생을 구제하기 전에는 스스로는 깨달음을 얻지 않는다는 서원(誓願)을 세우고 있다. 이같은 구제불의 교리는 관불삼매에 이르면 그 선정 속에 부처가 출현하여 구원의 기별을 준다는 신앙에 의거하여 생겨난 것이다.

## 같이 보기
- 불교의 수행법(Buddhist meditation)
- 좌선(Zazen)
- 염불(Buddhist chant)
- 정토교

## 참고 문헌
- 이 문서에는 다음커뮤니케이션(현 카카오)에서 GFDL 또는 CC-SA 라이선스로 배포한 글로벌 세계대백과사전의 내용을 기초로 작성된 글이 포함되어 있습니다.